# Колесов, Александр Андреевич
Александр Андреевич Колесов (1922—1994) — полковник Советской Армии, участник Великой Отечественной войны, Герой Советского Союза (1944).

## Биография
Родился 1 февраля 1922 года на хуторе Суховский (ныне — Алексеевский район Волгоградской области). После окончания семи классов школы работал радистом, затем помощником киномеханика в районном ДК. В мае 1941 года был призван на службу в Рабоче-крестьянскую Красную Армию. С октября того же года — на фронтах Великой Отечественной войны. В 1942 году окончил объединённые курсы усовершенствования командного состава ВДВ. К октябрю 1943 года гвардии лейтенант Александр Колесов командовал взводом противотанковых ружей 8-го гвардейского воздушно-десантного полка 3-й гвардейской воздушно-десантной дивизии 60-й армии Центрального фронта. Отличился во время битвы за Днепр.
5 октября 1943 года во время боёв на плацдарме на западном берегу Днепра уничтожил две немецкие самоходные артиллерийские установки вместе с их расчётами, благодаря чему советские части успешно отразили контратаку.
Указом Президиума Верховного Совета СССР «О присвоении звания Героя Советского Союза генералам, офицерскому, сержантскому и рядовому составу Красной Армии» от 10 января 1944 года за «образцовое выполнение боевых заданий командования на фронте борьбы с немецко-фашистскими захватчиками и проявленные при этом отвагу и геройство» был удостоен высокого звания Героя Советского Союза с вручением ордена Ленина и медали «Золотая Звезда».
В 1946 году был уволен в запас в звании капитана. В 1949—1974 годах вновь служил в армии, был уволен в запас в звании полковника. Проживал в Москве. Умер 31 июля 1994 года.
Был также награждён орденами Отечественной войны 1-й степени и «Знак Почета», рядом медалей.